# Třetí pětiletka (Jugoslávie)
Jugoslávský třetí pětiletý plán v letech 1961 – 1965 byl ekonomickou koncepcí ve snaze stanovit kurz, kterým by se mělo ubírat národní hospodářství. Převzal jak úspěšná dědictví druhé pětiletky, tak i její chyby. Snahou jugoslávských komunistů je bylo napravit. Šlo především o částečné zavedení tržních mechanismů (během hospodářské reformy, podniknuté hned první rok pětiletky), které by zvýšily tlak na vedení podniků tak, aby vyráběly efektivně. Druhá pětiletka sice vedla k ohromnému průmyslovému růstu, jejím dědictvím ale také bylo i nemalé množství nerentabilních závodů,, které vyráběly draho a kam byli vedoucí mnohdy voleni např. jen díky svým válečným zásluhám. Počáteční úspěchy, které se v Jugoslávii během druhého pětiletého plánu dostavily, navíc vedly k protežování průmyslu před čímkoliv jiným, hnaným myšlenkou, že je to právě zprůmyslnění země, které odstraní všechny domácí problémy.
Komunistické vedení země se do jisté míry střetlo v pohledech, jak situaci vyhodnotit. Konzervativní křídlo ji považovalo za nebezpečný nárůst "anarchie" v Jugoslávii, zatímco liberální proud, který měl zájem, aby byly reformy důsledně provedeny, to považoval za stále přežívající příliš velikou roli státu v běhu národního hospodářství.
Podobně jako druhá pětiletka i třetí pětiletý plán se rozhodl řešit problémy s důrazem na regionální specifika. Proto byl zřízen speciální fond pro rozvoj ekonomicky slabých oblastí. Ten byl výsledkem debaty, ve které byla myšlenka, že by se peníze přerozdělovaly v rámci jednotlivých svazových republik a jejich oblastí odmítnut, neboť se ukázalo, že i statisticky nadprůměrné Chorvatsko má oblasti, pro které potřebuje pomoc ze svazového rozpočtu (přesněji tzv. Krajinu, tedy pohraničí s Bosnou a Hercegovinou). Nejvíce investic bylo přislíbeno právě Bosně a Hercegovině (26 %), dále Makedonii (23,6 %) a Kosovu (20 %). Celkem mělo pro méně rozvinuté oblasti být určeno 1,1 bilionu tehdejších dinárů.
Uvolnění politiky v oblasti poskytování půjček vedlo k růstu inflace, se kterou se socialistická Jugoslávie velmi palčivě potýkala až do svého konce v 90. letech. Neustále rostoucí ceny životních nákladů donutily komunistické vedení nové pravomoci podnikům vzít, zastavit příliv tržních mechanismů a zmrazit jak ceny, tak i platy. Rok a půl po vyhlášení třetí pětiletky tak byl plán v podstatě opuštěn a skončil. Josip Broz Tito v květnu 1962 na svém projevu ve Splitu vyzval k budování "jednotné jugoslávské ekonomiky". Jeho projev byl ostrou kritikou panujících poměrů, která svojí rázností překonala i vedení SKJ.